# Fortum
Fortum ist ein börsennotierter Energieversorger mit Sitz in Espoo, dessen größter Aktionär mit 50,8 Prozent der finnische Staat ist. Das Unternehmen ist in den nordischen und baltischen Ländern sowie in Russland und Polen aktiv und an der Börse Helsinki notiert. Von März 2020 bis Dezember 2022 war Fortum Mehrheitseigentümer des deutschen Energieerzeugers Uniper.

## Geschichte

### Gründung und Vorgänger
Fortum Oyj wurde 1998 gegründet. Das Unternehmen ging aus der Fusion des finnischen Stromkonzerns Imatran Voima und der nationalen finnischen Ölgesellschaft Neste Oyj hervor.
Imatran Voima war 1932 als Betreiber des Wasserkraftwerks in Imatra gegründet worden und konzentrierte sich zunächst auf den Bau von Wasserkraftwerken und den Ausbau des Stromnetzes in Finnland, bis es in den 1960er Jahren das bis dahin größte Kohlekraftwerk in Nordeuropa in Betrieb nahm. Imatran Voima baute Stromleitungen zwischen der Sowjetunion und Finnland sowie zwischen Finnland und Schweden und war an der Elektrifizierung der finnischen Eisenbahn beteiligt. Ab den 1970ern unterhielt das Unternehmen auch Kernkraftwerke. Nach 1990 expandierte Imatran Voima als Kraftwerkskonstrukteur und -betreiber in Osteuropa, Finnland und Asien. Nachdem das Unternehmen zeitweise im Kaufhaus Stockmann untergebracht war, residierte es zwischen 1951 und der Verschmelzung im Voimatalo im Helsinkier Stadtteil Kamppi.
Neste Oyj ging 1947 aus der nationalen Ölreserve in Naantali hervor. Zu den Aufgaben des neu gegründeten Unternehmens zählten Einfuhr, Lagerung, Weiterverarbeitung und Handel von Ölprodukten. Ziel war, Finnlands Treibstoffversorgung unabhängiger vom Ausland zu machen. 1958 nahm Neste die erste eigene Erdölraffinerie in Naantali in Betrieb. 1972 eröffnete Neste eine zweite Raffinerie in der Nähe von Porvoo. In den 1970ern stieg Neste zum Hauptakteur der petrochemischen Industrie in Finnland auf. In der Folgezeit reduzierte Neste die Abhängigkeit von Rohöl aus der Sowjetunion und erschloss Importquellen am persischen Golf. Neben dem Einstieg in das Tankstellennetz Finnlands expandierte Neste nach 1990 auch in die Kraftstoffversorgung in Osteuropa.
Die Zusammenlegung der beiden Staatsunternehmen nahm der finnische Staat mit dem Gedanken vor, dass ein gemeinsamer Konzern auf dem zunehmend liberalisierten europäischen Energiemarkt leichter zu privatisieren sei.

### Geschäft in Europa
Im Jahr 2007 erwarb Fortum einen Anteil von 25,66 % an TGK-1, das im Nordwesten Russlands tätig ist und privatisierte 2008 das Erdgas-, Strom- und Wärmeerzeugungsunternehmen TGK-10 (heute: OAO Fortum), das in Zentral- und Nordrussland tätig ist.
In Folge des Dritten Energiepakets der EU, das auf die Trennung des Netzbetriebs von Versorgung und Erzeugung abzielte, verkaufte Fortum im April 2011 seinen Anteil am Übertragungsnetzbetreiber Fingrid in Höhe von 25 % an den finnischen Staat (81 %) und den Versicherungskonzern Ilmarinen (19 %).

### Übernahme von Uniper
Im September 2017 kündigte Fortum an, den Anteil von E.ON am deutschen Stromversorger Uniper zu kaufen, und machte ein öffentliches Übernahmeangebot für die restlichen 53 % der Aktien. Nach weiteren Genehmigungen durch kartellrechtliche Behörden erhöhte Fortum seinen Anteil an Uniper im März 2020 auf über 70 % und wurde damit Mehrheitseigner von Uniper. Uniper wird seit 31. März 2020 als Tochtergesellschaft und neuer Geschäftsbereich geführt. Bis zum 31. Dezember 2020 baute Fortum seinen Anteil an Uniper auf 76,1 % aus. Nachdem 2019 die Führungsebene von Uniper ausgetauscht wurde, fand auch ein Wechsel an der Spitze von Fortum statt. Seit dem 1. Juli 2020 ist Markus Rauramo, vorheriger Finanzvorstand, der neue CEO und Präsident. Bernhard Günther ist seit dem 1. Februar 2021 Finanzvorstand des Unternehmens.
Am 3. Dezember 2020 wurde auf dem Kapitalmarkttag von Fortum dementsprechend eine neue, gemeinsame Konzernstrategie ausgegeben. Gleichzeitig verpflichtete sich das Unternehmen den Zielen des Pariser Abkommens mit der Ankündigung neuer Klimaziele für die gesamte Fortum-Gruppe.
Am 6. September 2022 gewährte die staatseigene Finanzholding Solidium Fortum aufgrund des im Zuge der Energiekrise erhöhten Liquiditätsbedarfs am nordischen Energiehandelsmarkt Nasdaq und eines im zweiten Quartal 2022 aufgelaufenen Nettoverlustes von 7,4 Milliarden Euro für ein Jahr eine Brückenfinanzierung von insgesamt 2,35 Milliarden Euro. Diese darf ausdrücklich nicht für die Abdeckung von Bedarf bei der deutschen Tochtergesellschaft Uniper eingesetzt werden. Im Dezember 2022 übernahm die Bundesrepublik Deutschland Uniper.

## Unternehmensstruktur

### Geschäftsbereiche
Zum 31. März 2020 wurden die Geschäftsaktivitäten in fünf Bereiche gegliedert:
- Der Bereich Erzeugung (engl. Generation) ist verantwortlich für die Großproduktion von Energie durch Kern-, Wasser- und Wärmekraft in Nordeuropa, umfasst allerdings nicht die Tätigkeiten Unipers in diesem Bereich.
- Im Bereich Urbane Lösungen (engl. City Solutions) werden die Aktivitäten Klimatechnik, Müllverbrennung, Solarenergie, Biomasse und Kreislaufwirtschaft gebündelt. Dazu kommt das Servicegeschäft der Wasser- und Wärmekraft.
- Fortums Energie- und Wärmeerzeugung in Russland ist ein eigenständiger Bereich. Er umfasst OAO Fortum sowie die Beteiligungen an russischen Unternehmen.
- Der Bereich Consumer Solutions umfasst das Strom- und Gaseinzelhandelsgeschäft in den nordischen Ländern, Polen und Spanien. Fortum hat über verschiedene Marken mehr als 2,4 Millionen Kunden in Finnland, Schweden, Norwegen, Polen und Spanien. Eine mögliche Veräußerung wird nach Firmenangaben derzeit geprüft (Stand Dezember 2020).
- Der Bereich Uniper umfasst die Mehrheitsbeteiligung von Fortum an Uniper. Uniper ist eine Tochtergesellschaft von Fortum und ein internationales Energieunternehmen mit Aktivitäten in mehr als 40 Ländern. Zu Unipers Hauptaktivitäten gehören die Stromerzeugung in Europa und Russland sowie der weltweite Energiehandel. Seit dem 2. Quartal 2020 konsolidiert Fortum die Ergebnisse von Uniper in seiner Gewinn- und Verlustrechnung.[15][19]

### Standorte
Fortums globale Energieproduktion im Jahr 2019 belief sich auf 76,3 TWh an Elektrizität und 26,4 TWh an Wärme. Gemäß dem Nachhaltigkeitsbericht für 2019 produzierte Fortum in diesem Jahr 37 % des Stroms aus Erdgas, 31 % aus Kernkraft, 26 % aus Wasserkraft, 3 % aus der Verstromung von Kohle und 1 % aus Solar- und Windenergie. Damit wurden 59 % der Strommenge CO2-frei gewonnen. Fortum betreibt sein Kerngeschäft in 10 Ländern. In Finnland und Schweden gehören 140 Wasserkraftwerke zu Fortum, das Unternehmen betreibt auch weiterhin das Kernkraftwerk in Loviisa. Kraftwerke mit Kraft-Wärme-Kopplung betreibt Fortum in Finnland, Norwegen, Schweden, Dänemark, Russland, Polen und den 3 baltischen Staaten Estland, Lettland und Litauen. Windkraftanlagen wurden in Finnland, Schweden, Norwegen und Russland erbaut. Fortum betreibt Solarkraftwerke in Russland und Indien. In Deutschland und Großbritannien tritt Fortum vor allem als Dienstleister des Energiesektors in Erscheinung, über Uniper ist Fortum seit 2020 auch an der Stromerzeugung in Deutschland und weiteren Ländern beteiligt. Das Unternehmen avisiert eine maßgebliche Beteiligung am Ausbau der Wasserkraft in Frankreich.

## Nachhaltigkeit und Positionierung
In der 2020 publizierten Unternehmensstrategie wird der Übergang zu einer CO2-neutralen Energieerzeugung zum Hauptziel erklärt. Nach dieser Willensbekundung will Fortum in Europa bis 2035 und weltweit bis 2050 CO2-neutral Energie produzieren. Fortum hält die Nutzung von Erdgas als fossilem Energieträger übergangsweise für richtig.